# Liste des autoroutes de la Tunisie

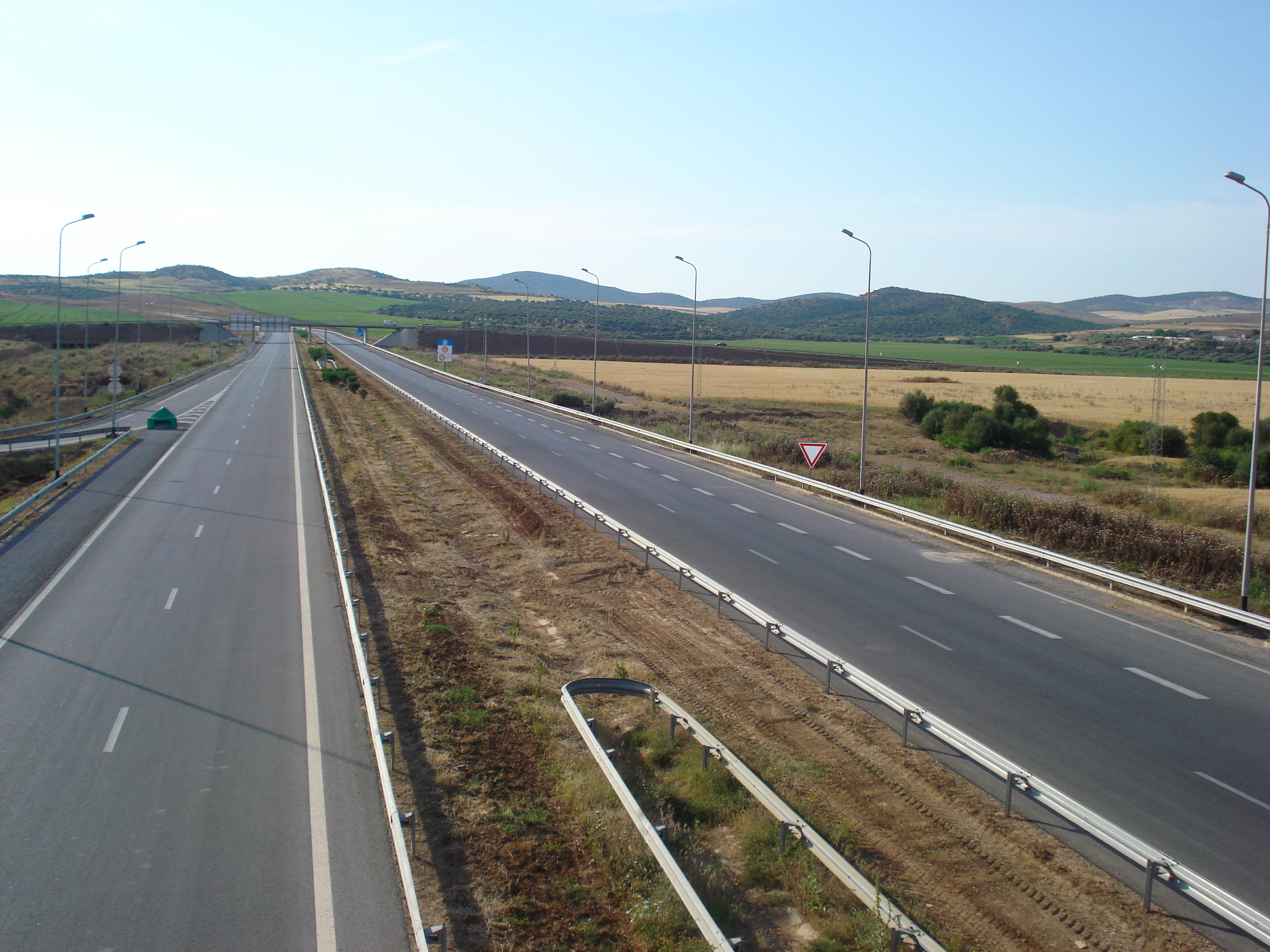
Vue sur l'autoroute A3.

Autoroutes en Tunisie.

Le réseau autoroutier tunisien est relativement jeune puisque sa construction ne débute que dans les années 1980. La longueur totale du réseau atteint 846 kilomètres en février 2023.

## Autoroutes
- A 1 أ : Tunis – Ras Jedir sur 659 kilomètres
- A 2 أ : Tunis – Gafsa sur 386 kilomètres (en construction sur 186 kilomètres)
- A 3 أ : Tunis – Bou Salem sur 136 kilomètres[1] (Tunis-frontière tuniso-algérienne à terme)
- A 4 أ : Tunis – Bizerte sur 51 kilomètres[2]

## Développement
C'est en 1981 que le premier tronçon relie Tunis à Turki à l'entrée du cap Bon (30 kilomètres), avant d'être prolongé jusqu'à Hammamet (51 kilomètres) en 1986. Au début des années 1990, le programme est relancé par l'ouverture de plusieurs tronçons sur les autoroutes :
- A 1 أ : Hammamet – M'saken (mars 1994) sur 94 kilomètres avec une bretelle 2 × 2 voies vers Kairouan sur une distance de 60 kilomètres ;
- A 4 أ : Tunis – Bizerte (juillet 2002) sur 51 kilomètres ;
- A 3 أ : Tunis – Medjez el-Bab (juillet 2005) sur 42 kilomètres ;
- A 3 أ : Medjez el-Bab – Oued Zarga (février 2006) sur 24 kilomètres ;
- A 1 أ : M'saken – Sfax (mai 2008) sur 98 kilomètres avec une bretelle de 37 kilomètres vers Mahdia ;
- A 3 أ : Oued Zarga – Bou Salem (novembre 2016) sur 70 kilomètres ;
- A 1 أ : Sfax – Mahrès (août 2017) sur 42 kilomètres ;
- A 1 أ : Skhira – Gabès (août 2017) sur 54 kilomètres ;
- A 1 أ : Mahrès – Skhira (mai 2018) sur 59 kilomètres ;
- A 1 أ : Médenine – Ben Gardane (juillet 2018) sur 55 kilomètres ;
- A 1 أ : Gabès – Médenine et Ben Gardane – Ras Jedir (février 2023[3]) sur 176 kilomètres, dont le financement est assuré en deux lots : Gabès-Médenine financé par le Japon[4] puis Médenine-Ras Jedir financé par la Banque africaine de développement[5] ;
- A 2 أ : Tunis – Jilma (en construction) sur 186 kilomètres[6].

On passe ainsi de 51 kilomètres d'autoroutes en 1986 à 846 kilomètres en 2023. Dans le même temps, le réseau est progressivement équipé de barrières de péage et d'aires de service.

## Projets
Les projets se structurent sur l'axe nord-sud et l'axe est-ouest : deux tronçons principaux sont en voie de réalisation.
Le premier, reliant Bou Salem à la frontière tuniso-algérienne, couvre une distance de 81 kilomètres, avec une voie rapide vers Jendouba. Ce programme s'inscrit dans le cadre de la réalisation de l'autoroute transmaghrébine, l'autoroute Est-Ouest côté algérien étant achevée en 2023.
Un autre projet prévoit une autoroute reliant Tunis à Kairouan, Sidi Bouzid, Kasserine et Gafsa. Les études de faisabilité sont terminées à l'été 2016. Les travaux d'un premier tronçon de 186 kilomètres entre Tunis et Jilma sont lancés en décembre 2022,.
- A 2 أ : Jilma – Kasserine – Tébessa (Algérie)  A0 ;
- A 2 أ : Jilma – Sidi Bouzid (Tunisie) – Gafsa – Tozeur ;
- A 3 أ : Bou Salem – El Tarf (Algérie)  A2 ;
- A 3 أ : Medjez el-Bab – Siliana – Le Kef.

## Caractéristiques

Symbole autoroutier tunisien.

La gestion du réseau est confiée à la société Tunisie Autoroutes. La vitesse maximale autorisée sur autoroute est de 110 km/h par beau temps, 90 km/h en temps de pluies et 90 km/h au niveau du raccordement avec le réseau routier. La couleur des panneaux autoroutiers est verte ou bleue selon les lieux mais les panneaux verts (ancienne norme) sont remplacés progressivement par les panneaux bleus (nouvelle norme).